# 池田政共
池田 政共（いけだ まさとも）は、江戸時代後期の大名。備中国鴨方藩の第7代藩主。

## 略歴
第6代藩主・池田政養の次男として誕生した。幼名は陽吉、勇吉。
文政2年（1819年）、父の死去により跡を継ぐ。文政7年（1824年）5月22日、国元へ向かう途上、摂津国郡山（現大阪府茨木市）にて19歳で死去した。ただし、幕府には6月28日（1824年7月24日）死亡として届出された。跡を同母弟の政広が一旦は継いだが、病弱なため内密に異母弟の政善にすり替わった。墓所は岡山県岡山市中区小橋町の国清寺。

## 系譜
- 父：池田政養（1772年 - 1819年）
- 母：兼子 - 瑞松院、池田治政の娘
- 正室：志賀 - 松平忠馮の娘
- 養子
  - 男子：池田政広（1811年 - 1839年） - 池田政養の三男または四男
    - 異母弟の池田政善（1811年 - 1846年）と内密ですり替わっており、表向きは政善が養子になったとされる。